# Don Arden
Harry Levy (Mánchester; 4 de enero de 1926-Los Ángeles; 21 de julio de 2007), más conocido como Don Arden, fue un mánager musical, agente y empresario británico de origen judío. Fue el encargado de supervisar las carreras de los grupos de rock Small Faces, Electric Light Orchestra y Black Sabbath. La discográfica Jet Records fue de su propiedad.
Ganó notoriedad en el Reino Unido por sus tácticas de negocios agresivas y a veces ilegales, las cuales le llevaron a ser apodado «Mr. Big», «The English Godfather» y «The Al Capone of Rock».
Fue el padre de Sharon Osbourne (y suegro de Ozzy Osbourne) y David Levy, fruto de su relación con Hope Shaw, una antigua bailarina de ballet y profesora, fallecida en 1998.